# Eremophila lanceolata
Eremophila lanceolata är en flenörtsväxtart som beskrevs av Chinnock. Eremophila lanceolata ingår i släktet Eremophila och familjen flenörtsväxter. Inga underarter finns listade i Catalogue of Life.